# Marienberg (Nürnberg)
Marienberg ist ein Stadtteil im Norden von Nürnberg (statistischer Bezirk 83).

## Lage
Marienberg liegt etwa vier Kilometer nördlich des Zentrums von Nürnberg auf einer Höhe von 316 m ü. NHN. Zwei Kilometer nördlich liegt der Flughafen Nürnbergs. Im Osten grenzen Ziegelstein (Bezirk 84) und Schafhof (82) an. Südlich liegen das Maxfeld und Schleifweg (80), westlich Thon und Almoshof.
| Almoshof | Mooshof                                     | Ziegelstein  |
| Thon     | Kompassrose, die auf Nachbargemeinden zeigt | Schafhof     |
| Thon     | Schleifweg                                  | Schoppershof |

## Geschichte
Im Mittelalter dienten die sumpfigen Niederungen nördlich von Nürnberg hauptsächlich zur Ablagerung der in großer Menge anfallenden Fäkalien der Reichsstadt. Das Gebiet wurde damals weder landwirtschaftlich genutzt, noch war es sonderlich besiedelt. Im bayerischen Urkataster von 1808 ist Marienberg noch nicht vorhanden, wohl aber der Wirtschaftsweg zum Waldrand des Loher Moos (den Abladeplätzen). Etwa zwischen 1817 und 1841 wurden erstmals Weiher angelegt, und ein Weiherer errichtete dort sein Häuschen und zwei Wirtschaftsgebäude. 1845 kam es in den Besitz der Tucher von Simmelsdorf, wurde zum Gutshof und entwickelte sich zu einer Ausflugswirtschaft. Die Industrialisierung erreichte den verkehrsmäßig entlegenen Ort zunächst nicht, denn das produzierendes Gewerbe siedelte sich in der zweiten Hälfte des 18. Jahrhunderts bevorzugt im Süden Nürnbergs an. Dort waren mit dem Ludwigskanal und den ersten Bahnlinien ideale Verkehrsanbindungen vorhanden.

In das Licht der Öffentlichkeit rückte die Gegend dann in den 1930er Jahren, als der Flugplatz Fürth-Atzenhof zu klein wurde, und im Gigantismus des Nationalsozialismus dort der Flughafen Nürnberg-Marienberg als Vorzeigeprojekt entstand. Die Pläne zum Bau eines Flughafens an dieser Stelle waren jedoch schon in den 1920er Jahren diskutiert worden. 1933 war schließlich die Eröffnung; es entstanden neue Verkehrswege und umliegende Infrastruktur. 1943 lag nach alliierten Luftangriffen größtenteils alles bereits wieder in Schutt und Asche. Nur das Verwaltungsgebäude blieb erhalten (Großreuther Str. 15) und diente später als Kfz-Zulassungsstelle. Der Trümmerschutt wurde Anfang der 1950er Jahre zu dem zwanzig Meter hohen Marienbuck zusammengeschoben und renaturiert, der neue Flughafen 1955 (heute:"Albrecht-Dürer-Airport") 2 km nördlich eröffnet. 
Dieser ist heute die größte Parkanlage Nürnbergs und bietet Kleingärten, öffentliche Grillplätze sowie Spiel- und Liegewiesen im Sommer und Rodelberge und Langlaufloipen im Winter. Nahe dem nordwestlichen Rand des Parks befindet sich ein kleiner Weiher.
Auch die Stadtgärtnerei hat sich auf dem weiträumigen Gelände im Südwesten angesiedelt, ferner entstanden einige Sportanlagen und Reihenhaussiedlungen.